# 천쥐
천쥐(중국어 간체자: 陳菊, 병음: Chén Jú, 1950년 6월 10일~ )는 중화민국의 감찰원원장, 국가인권위원회 위원장, 전 총통부 비서장, 가오슝시장이다.

## 학력
- 국립 중산 대학 공공사무 현장특강 석사